# PSR J2007+2722

Schematische Darstellung eines Pulsars. Die Kugel in der Mitte stellt einen Neutronenstern dar, die Kurven die magnetischen Feldlinien und die seitlich abstehenden Lichtkegel die Richtung der ausgehenden Strahlung.

PSR J2007+2722 ist die Bezeichnung eines Pulsars, der sich im Sternbild Fuchs befindet und etwa 17.000 Lichtjahre von der Erde entfernt ist. Er wurde durch Einstein@home entdeckt, ein Projekt für Verteiltes Rechnen auf heimischen Rechnern freiwilliger Helfer, und war der erste auf diesem Wege entdeckte Pulsar. Er ist ein Einzelgänger, was bei Pulsaren ähnlicher Rotationsfrequenz und Frequenzänderung relativ ungewöhnlich ist.

## Entdeckung
PSR J2007+2722 wurde am 11. Juli 2010 durch die Analyse von im Februar 2007 gewonnenen Daten des Arecibo-Observatoriums entdeckt. Die Entdeckung konnte durch nachfolgende Beobachtungen mit verschiedenen Radioteleskopen bestätigt werden. Der Pulsar konnte mit einer Quelle in den Archiv-Daten des VLA bei der Position α = 20h 7m, δ = +27° 23′ (J2000) identifiziert werden.

## Eigenschaften
Der Pulsar befindet sich innerhalb des Milchstraßensystems, liegt jedoch nicht innerhalb eines Supernova-Überrests oder eines Kugelsternhaufens. Das Dispersionsmaß lässt auf eine Entfernung von etwa 17.000 Lichtjahren (≈ 5,3 kpc oder 160 Em) schließen. PSR J2007+2722 dreht sich rund 41 Mal pro Sekunde um seine eigene Achse (baryzentrische Rotationsfrequenz 40,82 Hz, bzw. Rotationsdauer 24,50 ms, für MJD 55399.0).